# Huerzas
Huerzas es un despoblado que actualmente forma parte de los concejos de Montevite y Ollávarre, que está situado en el municipio de Iruña de Oca, en la provincia de Álava, País Vasco (España).

## Toponimia
A lo largo de los siglos ha sido conocido también con los nombres de Luerças y Luerzas.

## Historia
Documentado desde 1025, se desconoce cuándo se despobló.
Actualmente sus tierras son conocidas con el topónimo de Lluerzas.